# Alejandro Tello
Alejandro Moisés Tello Montero (Iquique, Chile, 25 de abril de 1976) es un exfutbolista chileno. Jugaba de delantero y militó en diversos clubes de Chile.

## Trayectoria
Se inició en las divisiones inferiores de Deportes Iquique y debutó en el primer equipo en 1995, año en que su equipo accedió a la Liguilla de Promoción, enfrentando a Palestino y que terminó con la derrota de su equipo.Mismo año en que debutó por la selección chilena sub-23 con Leonardo veliz como director técnico.En 1996 pasa a la selección adulta dirigida por Xavier Azcargorta. En 1997, Tello fue traspasado a Deportes La Serena, equipo que ya estaba de vuelta en Primera División y estuvo jugando un año en el club serenense. En 1998, el mediocampista volvió al club que lo formó y con el equipo ya instalado en la Primera División y estuvo hasta el primer semestre de 1999, ya que en el segundo semestre del mismo año, fichó en el archirrival San Marcos de Arica, equipo que se encontraba en la Primera B. En la temporada 2000, se vino a Santiago para fichar en la Unión Española, equipo que ya volvía a la Primera División y estuvo un año jugando en el equipo de Santa Laura. En el 2001, fichó en Rangers, equipo que ya estaba de vuelta en Primera División y solo jugó un año en el equipo de Talca. Después en el 2002, el mediocampista pasó a Deportes Antofagasta, con su paso por Antofagasta fichó por Naval en el año 2003, en el año 2004 y 2005 ficha por Deportes Melipilla club con el cual se identificó mayoritariamente y sobre todo, por haber ganado el título de Primera B en el 2004, llevando a los melipillanos a la Primera División y al año siguiente, sufre el descenso a la Primera B con los melipillanos, tras perder la Liguilla de Promoción ante O'Higgins. En el 2006, Tello fichó en Magallanes, equipo con el cual descendería a la Tercera División. En el 2007, el mediocampista puso fin a su carrera futbolística, jugando ese año por Curicó Unido, equipo que militaba en la Primera B.

## Clubes
| Club                 | País  | Año       |
| -------------------- | ----- | --------- |
| Deportes Iquique     | Chile | 1995-1996 |
| Deportes La Serena   | Chile | 1997      |
| Deportes Arica       | Chile | 1998-1999 |
| Unión Española       | Chile | 2000      |
| Rangers              | Chile | 2001      |
| Deportes Antofagasta | Chile | 2002      |
| Naval                | Chile | 2003      |
| Deportes Melipilla   | Chile | 2004-2005 |
| Magallanes           | Chile | 2006      |
| Curicó Unido         | Chile | 2007      |